# 小榆树站
小榆树站是位于黑龙江省齐齐哈尔市富裕县榆树村的一个铁路车站，邮政编码161200。车站建于1973年，有富西铁路经过该站，现仅办理客运业务，不办理货运业务，车站及其上下行区间均未电气化。车站距离富裕站9公里，隶属哈尔滨铁路局，是五等站。

## 邻近车站
1. ↑   (PDF). 中铁工程设计咨询集团有限公司. 2024 –嫩江市人民政府.
2. ↑  铁道部电子计算技术中心, 铁道部运输局. . 北京: 中国铁道出版社. 1998: 145. ISBN 9787113030995.